# Multirozklad
Jako multirozklad (multiresolution analysis, MRA) se označuje rozklad signálu {\displaystyle f(t)\in L^{2}(\mathbb {R} )} do systému hierarchicky uspořádaných podprostorů {\displaystyle \mathbf {V_{m}} }.
Celý prostor spojitých funkcí {\displaystyle L^{2}(\mathbb {R} )} lze rozložit do vnořených podprostorů
{\displaystyle \{0\}\dots \subset \mathbf {V_{2}} \subset \mathbf {V_{1}} \subset \mathbf {V_{0}} \subset \mathbf {V_{-1}} \subset \mathbf {V_{-2}} \subset \dots L^{2}(\mathbb {R} )}.
V souvislosti s vlnkovou transformací tvoří systém {\displaystyle \{\phi _{j,n}\}_{n\in \mathbb {Z} }} bázi prostoru {\displaystyle \mathbf {V_{j}} }. Podstatná je existence ortogonálního doplňku
{\displaystyle \mathbf {V_{j-1}} =\mathbf {V_{j}} \oplus \mathbf {W_{j}} }.
Zde systém {\displaystyle \{\psi _{j,n}\}_{n\in \mathbb {Z} }} tvoří bázi prostoru {\displaystyle \mathbf {W_{j}} }.
Z výše uvedených vztahů vyplývá, že {\displaystyle \{\psi _{j,n}\}_{j,n\in \mathbb {Z} ^{2}}} je báze prostoru {\displaystyle L^{2}(\mathbb {R} )} a tedy
{\displaystyle L^{2}(\mathbb {R} )=\oplus _{j=-\infty }^{+\infty }\mathbf {W_{j}} }.
Pro lepší představu lze hierarchii popsat následovně.
{\displaystyle L^{2}(\mathbb {R} )=\underbrace {{\underbrace {\dots \oplus \mathbf {W_{2}} } _{\mathbf {V_{1}} }}\oplus \mathbf {W_{1}} } _{\mathbf {V_{0}} }\oplus \mathbf {W_{0}} \oplus \mathbf {W_{-1}} \oplus \mathbf {W_{-2}} \oplus \dots }
Multirozklad vyžaduje platnosti tzv. dilatačních rovnic
{\displaystyle {\begin{aligned}\phi (t)={\sqrt {2}}\sum _{n}h(n)\phi (2t-n)\\\psi (t)={\sqrt {2}}\sum _{n}g(n)\phi (2t-n)\end{aligned}}}.
S jeho pomocí lze také vyjádřit vlnkové řady a diskrétní vlnkovou transformaci podle Mallatova schématu.